# Komluš
Komluš ili Komloš (mađ. Komlósd) je pogranično selo u južnoj Mađarskoj.
Zauzima površinu od 7,46 km četvornih.

## Zemljopisni položaj
Nalazi se na 46° 1' sjeverne zemljopisne širine i 17° 23' istočne zemljopisne dužine. Nalazi se 2,5 km sjeverno-sjeveroistočno od granice s Republikom Hrvatskom i 5 km od Drave, na dijelu gdje Drava meandrira i gdje se teritorij RH nalazi s lijeve strane Drave. Najbliže naselje u RH je Križnica, 4,5 km južno-jugozapadno.
Petrida je 1,5 km jugozapadno, Bobovec je 2 km sjeverozapadno, Arača je 2,5 km sjeverno, Trnovec je 4 km istočno-jugoistočno, a Drávaszentes je 2,5 km jugoistočno.

## Upravna organizacija
Upravno pripada Barčanskoj mikroregiji u Šomođskoj županiji. Poštanski broj je 7582.

## Povijest
Prvi put se spominje 1398. kao naselje koje pripada bobovečkoj utvrdi. Krajem 15. stoljeća je pripadao obitelji Batthyány.
Za vrijeme turske vlasti je bilo razoreno, a stanovnike ponovo dobiva početkom 18. stoljeća. Tada je pripadalo obitelji Széchényi.

## Promet
2 km jugozapadno od Komluša željeznička prometnica Velika Kaniža-Pečuh.  

## Stanovništvo
Komloš ima 223 stanovnika (2001.). Mađari su skoro jedini stanovnici. Rimokatolika je 63%, kalvinista je 24% te ostalih.

## Vanjske poveznice
- Komluš na fallingrain.com